# Сенаторы-резиденты
Сенаторы-резиденты — постоянно действующий орган Сейма Речи Посполитой, созданный для сотрудничества с королём. Состоял из высших духовных и светских сановников. В соответствии с Генриховыми артикулами (1573) король обязывался иметь при себе постоянный совет, состоящий из 16 сенаторов. Они назначались на 2 года, в совет входили епископы, воеводы и каштеляны. Четверо из них постоянно находились при короле, сменяясь каждые полгода. Сенаторы-резиденты должны были давать советы королю и контролировать его действия, о чем они отчитывались перед сеймом. Фактически сенаторы-резиденты начали функционировать в 1607 году, в результате Рокоша Зебжидовского. В 1641 году количество сенаторов-резидентов возросло до 28 человек. Упразднены в 1775 году, их роль стал играть Постоянный Совет.